# Gouillons
Gouillons – miejscowość i gmina we Francji, w Regionie Centralnym, w departamencie Eure-et-Loir.
Według danych na rok 1990 gminę zamieszkiwało 305 osób, a gęstość zaludnienia wynosiła 25 osób/km² (wśród 1842 gmin Regionu Centralnego Gouillons plasuje się na 836. miejscu pod względem liczby ludności, natomiast pod względem powierzchni na miejscu 1033.).